# Nepenthes smilesii
Nepenthes smilesii (/nɪˈpɛnθiːz ˈsmaɪlziaɪ, - smaɪˈliːziaɪ/) là một loài nắp ấm nhiệt đới có nguồn gốc từ đông bắc Thái Lan, miền nam Lào, Campuchia, và Việt Nam. Nepenthes smileii có thể chịu được mùa khô kéo dài và phổ biến nhất ở thảo nguyên cát và đồng cỏ.
Tên loài smileii đề cập đến nhà sưu tập thực vật Frederick Henry Smiles, người đã thực hiện bộ sưu tập đầu tiên được biết đến về loài này.

## Lịch sử nghiên cứu
Nepenthes anamensis[ghi chú a] là một danh pháp đồng nghĩa của N. smileii. Tình trạng bảo tồn của nó là loài thiếu dữ liệu trong Sách đỏ IUCN.
Nepenthes smileii được gọi là N. anamensis trong suốt hầu hết thế kỷ 20. Một sự nhầm lẫn khác dẫn đến việc ghi nhãn sai N. smileii thành N. thorelii trong ngành kinh doanh thực vật cảnh. Trong Pitcher Plants of the Old World, Stewart McPherson liệt kê N. mirabilis f. smileii và N. mirabilis var. smileii là danh pháp đồng nghĩa của N. smileii, nhưng Marcello Catalano coi đây là các dạng (form)[ghi chú b] của N. mirabilis.

## Đặc điểm

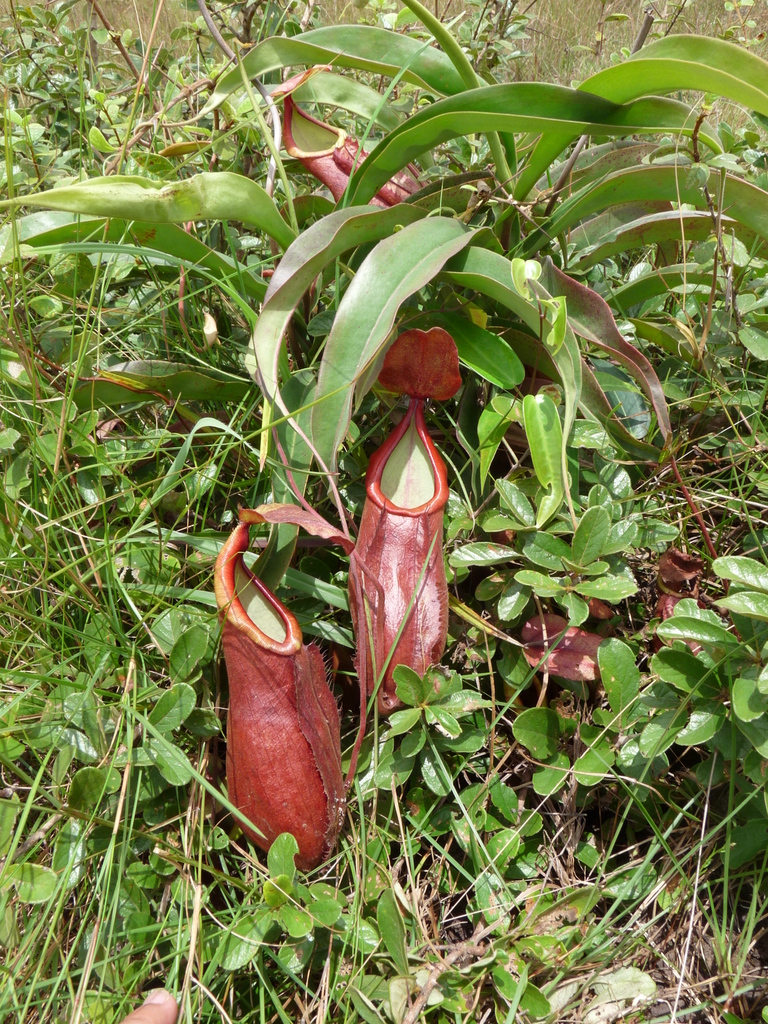
Nepenthes smilesii ở Kampot, Campuchia (16 m trên mực nước biển)

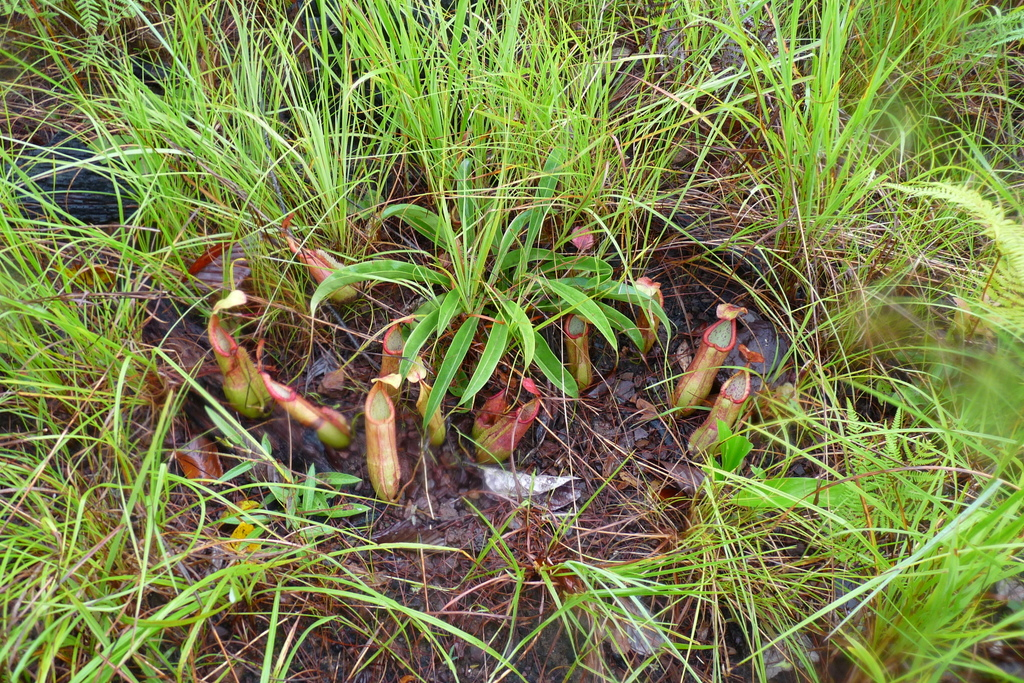
Nepenthes smilesii tại Vườn quốc gia Kirirom, Campuchia (~ 700 m trên mực nước biển)

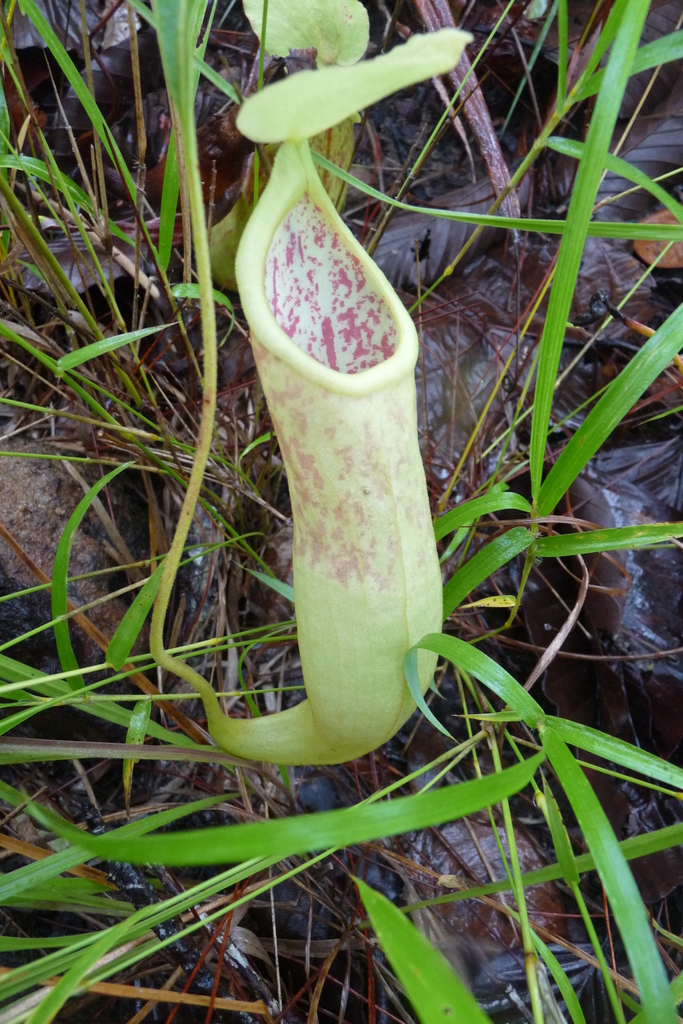
Một bình nắp ấm đang mở ra

Nepenthes smileii là loại cây leo, có thể mọc đến chiều cao 5 m.
Các lá của nó không có cuống và phiến lá dai, hẹp theo chiều dọc và đạt tới chiều dài 40 cm trong khi chỉ rộng 4 cm.

## Sinh thái học
Nepenthes smileii phân bố rộng khắp Đông Dương. Nó đã được ghi nhận ở Campuchia, đông bắc Thái Lan, nam Lào và miền tây Việt Nam. Loài này xuất hiện trên nhiều độ cao, được ghi nhận từ độ cao 16 –1500 m trên mực nước biển, mặc dù nó thường được tìm thấy ở độ cao khoảng 800 m.
Nepenthes smileii được chú ý trong số các loài của chi Nắp ấm ở Đông Dương vì có thể sống sót qua nhiệt độ rất thấp.

## Các loài liên quan
Nepenthes smileii có họ hàng gần gũi với N. kongkandana và khó phân biệt hai loài này với nhau. Hình thái của chúng khác nhau chủ yếu ở hình dạng phiến lá mỏng, có dạng hẹp theo chiều dọc với chóp lá hình mũi mác (N. smileii) trái ngược với phiến lá hình trứng và chóp lá thuôn dài nhọn (N. kongkandana). Nepenthes smileii cũng khác ở chỗ có tua ngắn hơn.
Nepenthes smileii còn được biết đến là dạng lai tự nhiên từ loài Nepenthes mirabilis. Những cây này thường có hình dáng trung gian giữa các loài bố mẹ của chúng và khó phân biệt chúng với loài bố mẹ. Núi Phu Kradueng ở phía bắc Thái Lan là một trong số ít các địa điểm được biết là nơi N. smileii không giống với bất kỳ loài nắp ấm nào khác và có thể được đánh giá một cách chắc chắn trong trường hợp không có sự xâm nhập gene (tiếng Anh: introgression) đủ lớn.